# João 7

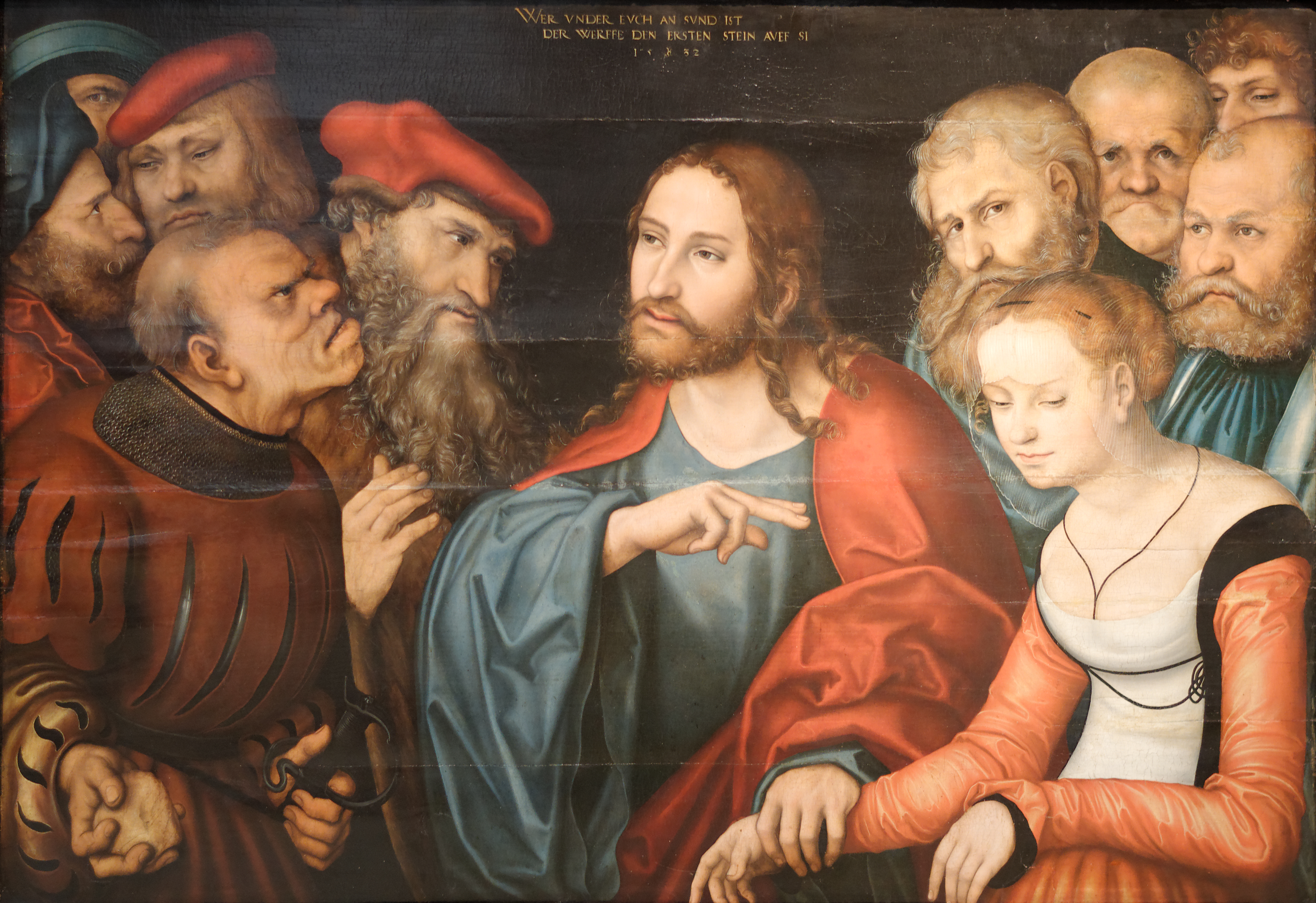
Jesus e a adúltera, um dos episódios narrados em João 7.
1532. Por Lucas Cranach, o Velho, atualmente no Museu de Belas Artes de Budapeste, na Hungria..

João 7 é o sétimo capítulo do Evangelho de João no Novo Testamento da Bíblia. Jesus deixa a Galileia e segue para Jerusalém.

## Festa dos Tabernáculos
Durante seu ministério, Jesus observou a festa judaica conhecida como "Festa dos Tabernáculos" (em hebraico: סוכות ou סֻכּוֹת; romaniz.: sukkōt; "cabanas"), conforme o longo relato em João 7:1–52, mas a festa não é citada em nenhum outro lugar do Novo Testamento e os cristãos geralmente não observam esta festividade.

## Perícopa da Adúltera
O trecho final do capítulo (e o início do capítulo seguinte) é tomado pela chamada "Perícopa da Adúltera" (João 7:53 — João 8:1–11), uma perícope muito conhecida e polêmica a respeito de uma mulher que seria julgada por ter sido surpreendida em ato de adultério. Embora não seja dissonante do restante do texto, a maioria dos acadêmicos  concorda que a passagem não faz parte do texto original do evangelho de João.